# Spomenik Anti Starčeviću u Šestinama
Spomenik Anti Starčeviću u Šestinama jedno je od 238 djela Ivana Rendića. Spomenik je postavljen 11. listopada 1903. godine.

## Motivi spomenika
Podnožje spomenika sastavljeno je iz blokova mramora na kojima su reproducirani hrvatski povijesni spomenici u fragmentima, još iz najstarijih vremena (ispod prikaza žene – Hrvatske nalazi se fragment, dio luka natpisa Pro duce Trepimero). Na njima počiva lav, koji pandžama i zubima trga željezne rešetke, a kraj njega prekrasna figura Croatiae, koja još drži stisnute šake, umorne od trganja okova. Iz te skupine se diže hrast, Ante Starčević.